# Марано-Принчипато
Марано-Принчипато (італ. Marano Principato, сиц. Maranu Principatu) — муніципалітет в Італії, у регіоні Калабрія,  провінція Козенца.
Марано-Принчипато розташоване на відстані близько 430 км на південний схід від Рима, 60 км на північний захід від Катандзаро, 6 км на захід від Козенци.
Населення — 3170 осіб (2014).
Щорічний фестиваль відбувається 8 вересня. Покровитель — Maria SS. Annunziata.

## Демографія
Населення за роками:

Станом на 1 січня 2023 року в муніципалітеті офіційно проживало 56 іноземців з 14 країн, серед них 18 громадян країн Євросоюзу та 8 громадян України.

## Сусідні муніципалітети
- Кастроліберо
- Черизано
- Фальконара-Альбанезе
- Марано-Маркезато
- Ренде
- Сан-Філі
- Сан-Лучидо